# 4a edició dels Premis Sant Jordi de Cinematografia
La 4a edició dels Premis Sant Jordi de Cinematografia (aleshores oficialment Premios San Jorge) va tenir lloc el 23 d'abril de 1960, patrocinada pel "Cine Forum" de RNE a Barcelona dirigit per Esteve Bassols Montserrat i Jordi Torras i Comamala. L'entrega va tenir lloc en un dels salons de l'Hotel Majestic en un acte presidit per Luis Ezcurra Carrillo, president de RNE, Antonio Martínez Tomás, president de l'Associació de Premsa, i Demetrio Ramos, delegat del Ministeri d'Informació i turisme.

## Premis Sant Jordi
| Categoria                                           | Premiat                                            | Labor premiada               |
| --------------------------------------------------- | -------------------------------------------------- | ---------------------------- |
| Millor pel·lícula espanyola                         | La venganza                                        | Pel·lícula                   |
| Millor pel·lícula estrenada                         | Orfeu negre                                        | Marcel Camus                 |
| Millor director espanyol                            | José María Forqué                                  | Un hecho violento            |
| Millor director estranger                           | Luchino Visconti                                   | Le notti bianche             |
| Millor guió espanyol                                | Suso Cecchi d'Amico Enzo Provenzale Francesco Rosi | El desafío                   |
| Millor guió estranger                               | Luchino Visconti Suso Cecchi d'Amico               | Le notti bianche             |
| Millor actor espanyol                               | Adolfo Marsillach                                  | Salto a la gloria            |
| Millor actor estranger                              | David Niven                                        | Taules separades             |
| Millor actriu espanyola                             | No concedit                                        |                              |
| Millor actriu                                       | Susan Hayward                                      | Vull viure                   |
| Menció a millor fotografia en pel·lícula espanyola  | Mario Pacheco                                      | La venganza                  |
| Menció a millor fotografia en pel·lícula estrangera | Robert Burks                                       | Vertigen (D'entre els morts) |
| Menció a la millor sala de Barcelona                | Cine Fantasio                                      | -                            |
| Menció al millor cineclub de Catalunya              | Cineclub de Lleida                                 | -                            |
| Menció a la millor publicació de cinema             | Otro cine                                          | -                            |
| Premi especial del jurat                            | Biblioteca de cinema Delmiro de Caralt             | -                            |